# Okres Turčianske Teplice
Der Okres Turčianske Teplice (deutsch Bezirk Bad Stuben) ist eine Verwaltungseinheit in der Mittelslowakei mit 16.710 Einwohnern (2004) und einer Fläche von 393 km².
Historisch gesehen liegt der Bezirk vollständig im ehemaligen Komitat Turz (siehe auch Liste der historischen Komitate Ungarns).

## Bevölkerung
| Jahr                | 1994   | 2004    | 2014    | 2024    |
| ------------------- | ------ | ------- | ------- | ------- |
| Anzahl der Personen | 16.951 | 16.710  | 16.204  | 15.646  |
| Unterschied         |        | −1,42 % | −3,02 % | −3,44 % |

| Jahr                | 2023   | 2024    |
| ------------------- | ------ | ------- |
| Anzahl der Personen | 15.753 | 15.646  |
| Unterschied         |        | −0,67 % |

## Städte
- Turčianske Teplice (Bad Stuben)

## Gemeinden
| - Abramová (Abrahamsdorf) - Blažovce - Bodorová - Borcová - Brieštie (Bries) - Budiš (Budisch) - Čremošné - Dubové (Daun) - Háj (Häu) | - Horná Štubňa (Oberstuben) - Ivančiná - Jasenovo (Käserhau) - Jazernica - Kaľamenová (Kalmannsdorf) - Liešno (Liexen) - Malý Čepčín - Moškovec (Moschendorf) - Mošovce (Moschotz) | - Ondrašová (Andreasdorf) - Rakša - Rudno (Rauden) - Sklené (Glaserhau) - Slovenské Pravno (Windischproben) - Turček ([Ober-]Turz) - Veľký Čepčín |

Das Bezirksamt ist in Turčianske Teplice.

## Kultur
In dem Artikel Denkmalgeschützte Objekte im Okres Turčianske Teplice findet man Informationen über die vom slowakischen Denkmalamt geschützten Objekte im Okres.